# 多紋南鰍
多紋南鰍（學名：Schistura multifasciata）為輻鰭魚綱鯉形目條鰍科南鰍屬的其中一種。分布於亞洲印度、尼泊爾、緬甸、泰國山區淡水流域，本魚體延長，口下位，吻鈍，具觸鬚3對，體色為淺褐色，體側具有斑馬狀的深色條紋，尾柄部具一黑色橫帶，尾鰭及背鰭具有數列點狀斑，體長可達9.8公分，棲息在水流湍急、礫石底質的河川底層水域，生活習性不明。

## 扩展阅读
維基物種上的相關：多紋南鰍